# El Punt Avui
El Punt Avui es un periódico de Cataluña editado en catalán fruto de la fusión de los periódicos El Punt y Avui, que apareció el 31 de julio de 2011. Tiene una edición impresa en papel y una página web. Cuenta con una edición catalana y otra propia para las comarcas de Gerona. El diario apoya el independentismo catalán y está subvencionado por la Generalidad de Cataluña.
Según la tercera ola del 2011 del Barómetro de la Comunicación y la Cultura, que va de julio de 2010 a junio del 2011, los dos periódicos tienen un total de 295.000 lectores. Respecto a la edición electrónica, tiene una difusión media de 640.000 usuarios únicos mensuales.

## Historia
El diario en papel Avui apareció el 23 de abril de 1976 para Cataluña y El Punt lo hizo el 24 de febrero de 1979 como diario comarcal de la zona de influencia de Gerona. 
El 27 de noviembre de 2009, el diario El Punt (Hermes Comunicacions) adquirió el diario Avui con la compra del 100% de las acciones de la Corporación Catalana de Comunicación, la editora del Avui desde el año 2004. De este modo nacía el mayor grupo de comunicación escrita en catalán, que contaba con 54.000 ejemplares cada día en la calle y más de 600.000 lectores en internet. Con esta fusión editorial, el diario El Punt y Avui compartieron web y algunos escritos en papel. Finalmente, el 31 de julio de 2011 unificaron las cabeceras de los dos diarios con la salida del diario El Punt Avui, con el objetivo de convertir el nuevo diario en el tercero más leído en Cataluña, después de La Vanguardia y El Periódico de Cataluña.
Tras la fusión, en su momento llegó a ser el diario catalán más territorializado, con 6 ediciones locales: Lérida, Gerona, Barcelona, Maresme, Cataluña Central, y Camp i l'Ebre, a las que se sumaba otra edición nacional.
Tras el cierre de Canal Català TV en sus frecuencias propias empezó a emitir la cadena El Punt Avui TV, propiedad de este periódico.

## Secciones y suplementos
La estructura, el orden y el diseño del diario fusionado es como el anterior a la fusión, pero se incluyó una sección de deportes denominada «El9», en sustitución del anterior suplemento El 9 Esportiu, que desde agosto de 2011 se vende en el quiosco como diario independiente. Desde el 12 de agosto de 2013 El 9 Esportiu también se vende junto con El Punt Avui cada día, por el mismo precio. De este modo, El Punt Avui se convirtió en el único rotativo que ofrecía cada día dos diarios: uno de información general y otro de deportivo.
El diario también se complementa con el semanario Presència los domingos, el suplemento Cultura cada viernes, y L'Econòmic, el semanario de información económica y de empresa, cada sábado. Y el último domingo de mes, Barçakids, revista dirigida a los niños de entre 3 y 12 años.

## Polémica sobre su financiación
Su principal fuente de financiación la recibe del departamento de Presidencia de la Generalidad de Cataluña, como es el caso de la mayoría de medios de comunicación con redacción en Cataluña, si bien la cantidad que recibe este sitio fue fuente de polémica, dado que no se correspondie con su base de lectores. En concreto, en 2015 la subvención a este medio fue un 20% mayor que las subvenciones que recibió la cadena televisiva TV3, precisamente en el período en el que la mujer del por entonces alcalde de Gerona, Carles Puigdemont, trabajaba en El Punt Avui.

## El Punt Avui TV
En todas las frecuencias de TDT donde emitía Canal Català TV, El Punt Avui TV y Teve.cat, actualmente emite Canal 4 (Cataluña). (Solo las que eran de su propiedad y no incluye canales de TV o radio asociadas)
Al cerrar 8tv en octubre de 2023 parte de la programación de 8tv migró a Canal 4 (Cataluña) como el programa Queremos opinar.